# Rauisuchia
De Rauisuchia zijn een orde van uitgestorven reptielen uit de groep Crurotarsi, een verzameling dieren die uiterlijk wat op krokodilachtigen leken. Fossielen van soorten uit deze orde zijn gevonden in Noord-Amerika, Zuid-Amerika, Afrika en Midden-Europa en dateren uit het Trias.
De rauisuchiden behoorden tot de belangrijkste landroofdieren van het Midden- en Laat-Trias, hoewel er ook enkele herbivore vormen waren. De grotere rauisuchiden zoals de Argentijnse Saurosuchus konden lengten van acht meter en een gewicht van bijna twee ton bereiken.

## Indeling
De indeling van de orde Rauisuchia binnen de klasse Reptilia is al langere tijd een betwist onderwerp. Tegenwoordig wordt de orde samen met verschillende andere orden (onder andere de Phytosauria, de Crocodylomorpha en de Aetosauria) ingedeeld bij de Crurotarsi. De orde Rauisuchia zelf wordt traditioneel onderverdeeld in drie families:
- Etjosuchus
- ?Qianosuchus
- Ticinosuchus
- Yarasuchus
- Familie Rauisuchidae
  - Rauisuchus
  - Fasolasuchus
  - Heptasuchus
  - Tikisaurus
- Familie Prestosuchidae
  - Batrachotomus
  - Mandasuchus
  - Prestosuchus
  - Saurosuchus
  - Yarasuchus
- Familie Poposauridae
  -  ?Arizonasaurus
  -  ?Bromsgroveia
  - Chatterjeea
  - Poposaurus
  - Postosuchus
  - Sillosuchus
  - Shuvosaurus
- Familie Ctenosauriscidae
  -  ?Arizonasaurus
  -  ?Bromsgroveia
  - Ctenosauriscus
  - Hypselorhachis
  - Lotosaurus

Van de Rauisuchia is nooit een exacte kladistische definitie gegeven. Vermoedelijk verwijst het traditionele concept naar een parafyletische groep: in feite zijn de Aetosauria en de Crocodylomorpha, zelf wellicht zustergroepen, volgens de laatste analyses nauwer verwant aan sommige rauisuchiërs dan aan andere en dus zelf rauisuchiërs als we een monofyletische groep zouden definiëren waartoe ook alle traditionele families behoren.